# Georg E. Schulz
Georg E. Schulz (* 24. August 1939 in Berlin) ist ein deutscher Physiker und Strukturbiologe.
Schulz wurde 1984 nach einer Zeit als Post-Doktorand am Max-Planck-Institut für medizinische Forschung in Heidelberg und an der Yale University als Professor für Organische Chemie und Biochemie an die Albert-Ludwigs-Universität Freiburg berufen. Im  Jahr 1993 gehörte er zu Gewinnern des Max-Planck-Forschungspreises, Im Jahr 1998 wurde er zum Mitglied der Leopoldina gewählt. 2002 folgte die Auszeichnung mit dem Phoenix-Pharmazie-Wissenschaftspreis. Im Oktober 2004 wurde sein Eintritt in den Ruhestand aufgeschoben; am 31. Juli 2007 wurde er vollzogen.
Für 2019 wurde Schulz die Carl-Hermann-Medaille zugesprochen.

## Schriften
- Georg E. Schulz: Principles of protein structure, New York : Springer, 1984, 5. verbesserte Auflage